# Tolomeo XII
Tolomeo XII (120-103 a.C. – 51 a.C.) è stato un faraone egizio appartenente al periodo tolemaico. Regnò dall'80 al 58 a.C. e nuovamente dal 55 a.C. alla sua morte.
Il suo regno fu caratterizzato da forti ingerenze da parte della Repubblica romana, ormai espansa in tutto il bacino del Mediterraneo, che portarono, insieme alla sempre più disastrata situazione finanziaria del regno, anche a rivolte interne. Alla sua morte, il regno d'Egitto rimase l'unico dei regni ellenistici fondati dai diadochi ancora indipendente, ma l'operato dei suoi successori, i figli Cleopatra, Arsinoe IV, Tolomeo XIII e Tolomeo XIV, e il nipote Tolomeo XV portarono alla conquista romana dell'Egitto.
Il suo nome completo era Tolomeo Teo Filopàtore Filadelfo Neo Diòniso (in greco antico: Πτολεμαῖος Θεὸς Φιλοπάτωρ καὶ Φιλάδελφος Νέος Διόνυσος?, Ptolemàios Theòs Philopàtōr kài Philàdelphos Nèos Diònysos), detto Aulète (in greco antico: Αὐλητής?, Aulētḕs) o Noto (in greco antico: Νόθος?, Nòthos)
Fu conosciuto tra l'80 e il 64 a.C. solamente come Tolomeo Teo Filopatore Filadelfo In lingua egizia era chiamato ptwlmys, ptolemys.
La denominazione "Tolomeo XII" gli è attribuita dalla storiografia moderna.

## Biografia

### Origini familiari
Tolomeo Aulete era figlio di Tolomeo IX Sotere Latiro e di Cleopatra Selene. Sull'identità della madre di Tolomeo XII le teorie degli storici sono state discordanti: alcuni pensano che fosse una concubina, spiegando così in maniera semplice lo status di figlio illegittimo; altri pensano, in maniera del tutto speculativa, che la donna fosse una nobile egizia, forse della famiglia dei grandi sacerdoti di Ptah di Menfi, quindi ritenuta illegittima dai Greci ma non dagli Egizi; altri avanzano l'ipotesi secondo cui Aulete fosse un figlio di Cleopatra V Selene, seconda moglie di Tolomeo IX, e che la sua illegittimità fosse stata inventata in modo propagandistico (tuttavia fu la stessa Cleopatra Selene a mettere in discussione la legittimità di Tolomeo XII al momento della sua ascesa al trono); l'ultima possibilità è che egli fosse figlio di Cleopatra IV, prima moglie di Tolomeo IX, ma alcuni storici la escludono esplicitamente.
Da parte paterna Tolomeo XII era comunque un membro della dinastia tolemaica e discendeva quindi da Tolomeo I Sotere, uno dei diadochi di Alessandro Magno, e dalla moglie Berenice I; era il fratello o fratellastro di Berenice III (considerata da molti unica figlia legittima di Tolomeo IX) e di Tolomeo di Cipro e forse anche di Cleopatra V Trifena, sua futura moglie (che potrebbe essere stata figlia di Tolomeo IX o Tolomeo X Alessandro).

### Giovinezza e ascesa al potere (120/103-80 a.C.)
Tolomeo nacque in una data imprecisata, probabilmente negli ultimi due decenni del II secolo a.C. Quando era ancora molto piccolo, nel 103 a.C., fu inviato da sua nonna Cleopatra III sull'isola di Cos insieme al fratello minore Tolomeo e al cugino Tolomeo Alessandro (il futuro Tolomeo XI), per far rimanere gli eredi della dinastia lontani dalle guerre dinastiche. Tuttavia nell'88 a.C. il re del Ponto Mitridate VI Eupatore conquistò l'isola e portò i due fratelli, i figli di Tolomeo IX, nella sua corte, mentre Tolomeo Alessandro andò a Roma sotto la protezione di Lucio Cornelio Silla; Mitridate fece fidanzare i due giovani principi con due delle sue figlie, Mitridatide e Nisa, ma nell'80 a.C. la situazione in Egitto richiese il ritorno dei due Tolomei nella loro patria.
Nel marzo di quell'anno, infatti, il padre di Tolomeo XII, Tolomeo IX, morì e gli succedette sul trono la sua unica figlia legittima, Cleopatra Berenice III; tuttavia la nuova regina fu costretta, anche a causa della pressione della Repubblica romana, a sposare il cugino Tolomeo XI Alessandro, il protetto di Silla. Berenice fu però assassinata pochi giorni dopo il matrimonio, avvenuto nel mese di giugno, dallo stesso marito, il quale fu a sua volta trucidato dagli alessandrini per vendetta. In questo contesto, Tolomeo XII, unico erede rimasto della dinastia insieme al fratello minore, diventò faraone su esortazione degli stessi abitanti di Alessandria. Il nuovo re sposò, allo stesso tempo, la sorella Cleopatra V Trifena.

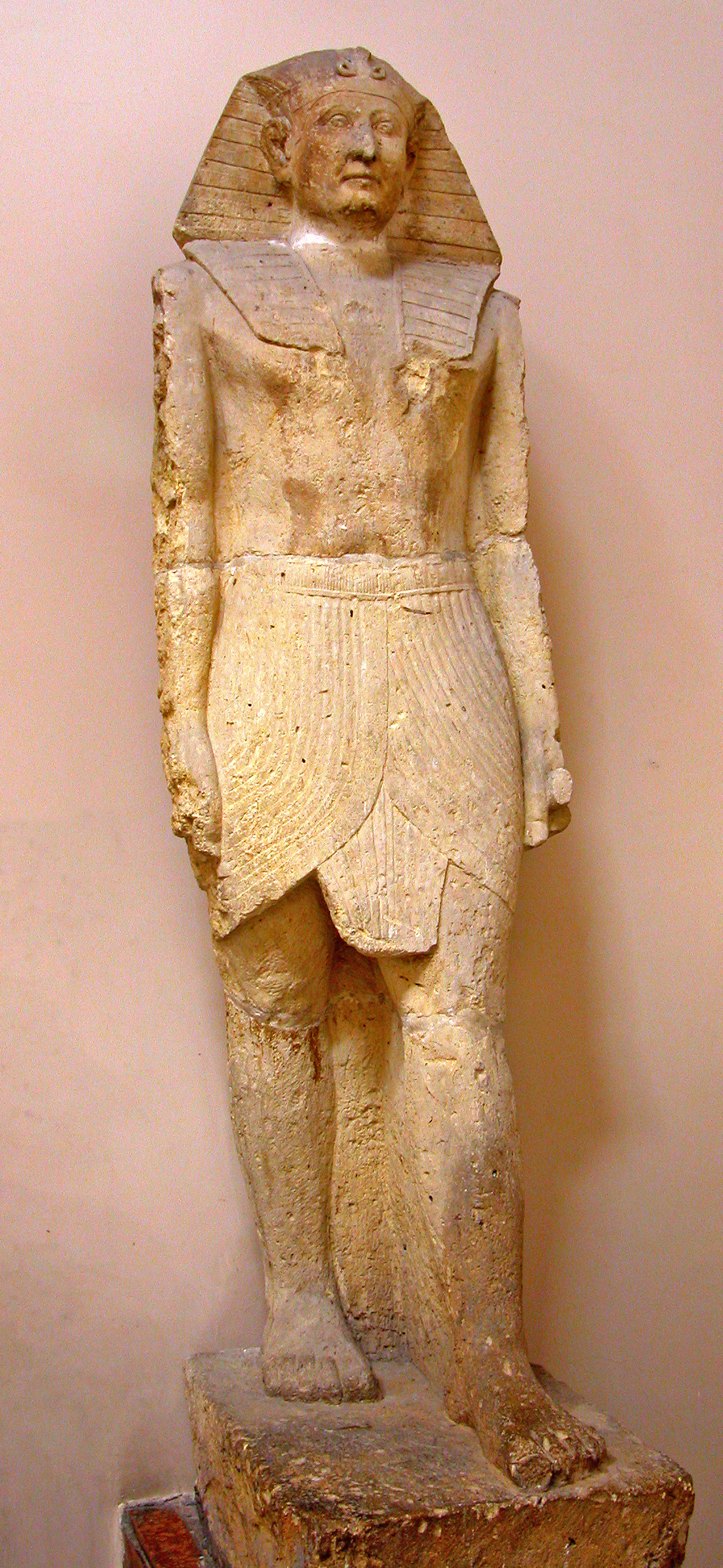
Statua egizia di Tolomeo XII Aulete, proveniente dal Fayyum (Museo greco-romano, Alessandria d'Egitto)

### Primo regno (80-58 a.C.)
Tolomeo XII, quindi, diventò re d'Egitto nell'80 a.C., mentre gli stessi alessandrini nominarono il fratello più giovane, Tolomeo, re di Cipro, creando un regno indipendente. Nel 76 a.C. Tolomeo nominò il quattordicenne Psenptah III gran sacerdote di Ptah e da lui si fece incoronare a Menfi, l'antica capitale egizia; subito dopo Psenptah viaggiò ad Alessandria e lì venne nominato "profeta del faraone". Per creare un'ulteriore unione con la popolazione autoctona, Tolomeo decise probabilmente di legarsi a una donna egizia di alto ceto, forse la madre dei suoi figli illegittimi; dal 69/68 a.C., quindi, Cleopatra V, la sorella-moglie del re, venne messa da parte. Questa vicinanza alla cultura e alla religione egizia fece sì che per sua iniziativa venisse completato il tempio di Edfu, iniziato sotto Tolomeo III e ancora incompleto, e successivamente che si iniziasse la costruzione del tempio di Dendera; sappiamo infatti che egli fu molto devoto ai propri doveri religiosi per tutta la durata del proprio regno, durante il quale viaggiò spesso per il paese. Un importante avvenimento, che segnò una svolta positiva per la politica sia interna sia estera dell'Egitto tolemaico, fu la nomina dell'epistrategos Callimaco a "soprintendente del Mar Rosso e dell'Oceano Indiano" nel 62 a.C., il quale permise e promosse uno sviluppo dei commerci con l'Africa orientale e l'India.
Pochi anni dopo la sua ascesa al trono, però, la legittimità di Tolomeo come re d'Egitto fu messa in discussione dalla sovrana dell'impero seleucide Cleopatra Selene, reggente per il figlio Antioco XIII: questa era la sorella di Tolomeo IX (per un periodo anche sua consorte) e si reputava l'ultima discendente legittima dei Tolomei; per questa ragione, reclamava per sé e i propri figli, Antioco XIII e un secondogenito (forse Seleuco VII), il regno egizio e mandò questi due a Roma intorno 75 a.C. per chiedere il riconoscimento del titolo al Senato romano; le loro istanze vennero, tuttavia, respinte.

Busto di Gneo Pompeo Magno, generale e triumviro romano ai tempi di Tolomeo XII (Museo archeologico nazionale, Venezia)

Nello stesso anno, o nel seguente 74 a.C., Roma stessa decise di acquisire definitivamente il territorio della Cirenaica, appartenente ancora alla sfera d'influenza dell'Egitto, anche se donato alla Repubblica dall'ultimo re di Cirene Tolomeo Apione alla sua morte nel 96 a.C.; dalla morte di Apione la Cirenaica era organizzata infatti in città libere, ma la formazione della provincia romana di Cirenaica per opera del questore Publio Cornelio Lentulo Marcellino portò alla creazione di un confine comune tra la Repubblica, in forte espansione, e il regno egizio, in una profonda crisi di decadenza. Dopo la conquista di Cirene, l'attenzione della Repubblica romana si spostò sui territori tolemaici nello stesso Egitto: nel presunto testamento di Tolomeo Alessandro, infatti, il regno d'Egitto veniva lasciato in eredità a Roma stessa. Nel 65 a.C. il censore Marco Licinio Crasso propose di annettere l'Egitto alla Repubblica, ma questo disegno venne fermato dall'altro censore, Quinto Lutazio Catulo. Nel 63 a.C. Tolomeo rischiò di perdere nuovamente il trono a favore di Roma poiché il tribuno della plebe Publio Servilio Rullo presentò una legge agraria che, tra le altre cose, proponeva di acquisire il regno tolemaico; tuttavia la legge non passò anche per la forte obiezione del console Marco Tullio Cicerone. In quello stesso anno, Tolomeo cercò di ingraziarsi il potente generale romano Gneo Pompeo Magno donandogli una corona d'oro e inviandogli una forza di 10 000 cavalieri per la conquista della Giudea.
Tolomeo riuscì a farsi riconoscere come legittimo re d'Egitto dai Romani solamente nel 59 a.C., dopo che lui stesso aveva pagato la somma di 6 000 talenti a Giulio Cesare e Pompeo, i due uomini più potenti di Roma e firmatari del primo triumvirato. Una delegazione di Egizi si recò a Roma nei mesi di febbraio e marzo e riuscì a far riconoscere a Tolomeo, attraverso la Lex Iulia de rege Alexandrino e un decreto del Senato romano, lo stato di socius atque amicus populi Romani ("alleato e amico del popolo Romano") attraverso un foedus (trattato di alleanza). L'anno seguente, 58 a.C., Tolomeo dovette affrontare delle rivolte interne, poiché non era riuscito a impedire ai Romani di portare a termine la conquista del regno di Cipro, durante la quale si era oltretutto suicidato suo fratello minore, e a causa delle pesanti tasse volte a ripagare i creditori romani del re, tra i quali il banchiere Gaio Rabirio Postumo; per questo fu costretto a lasciare l'Egitto, o più probabilmente decise di andare in esilio volontario.

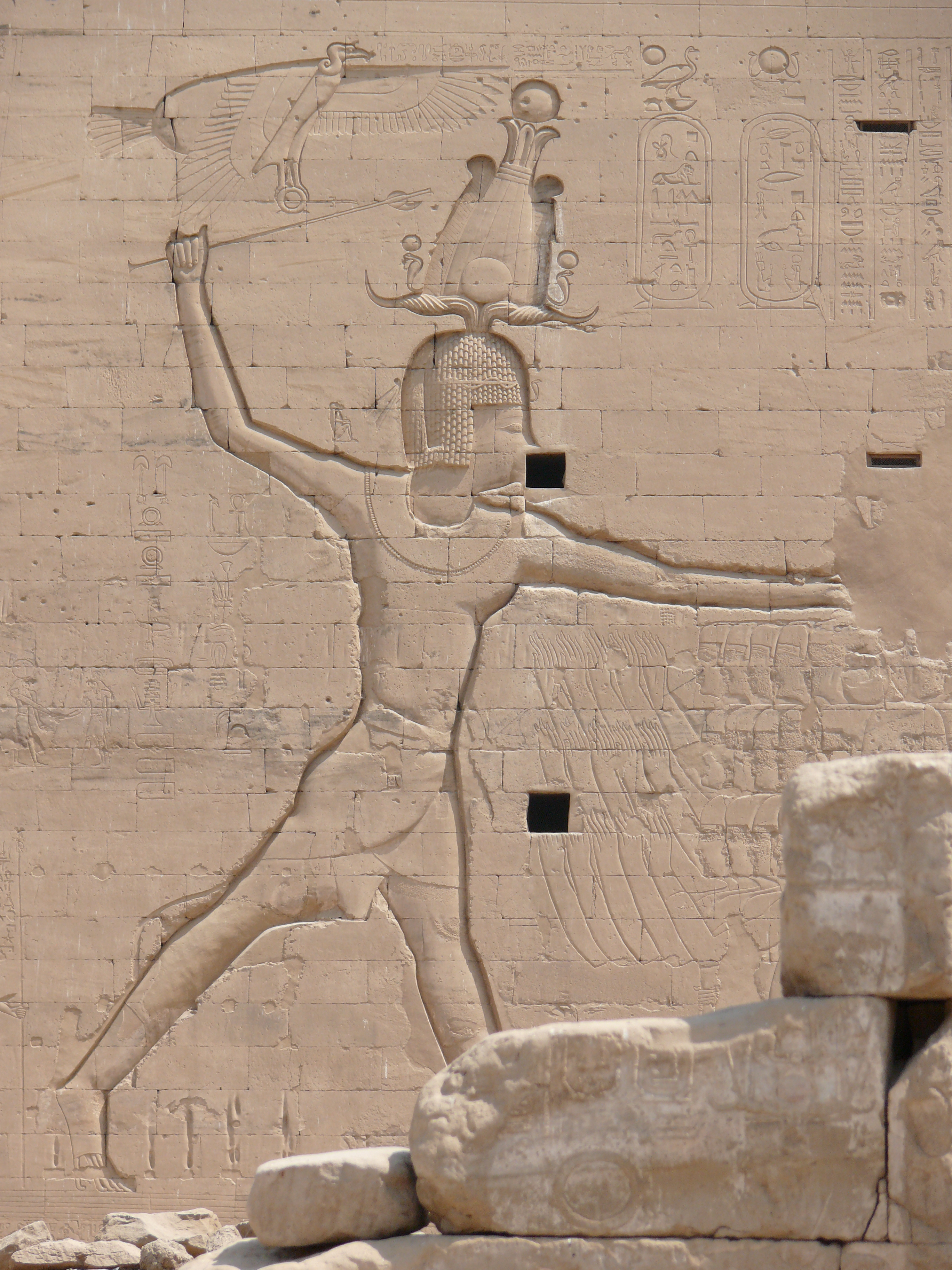
Rilievo raffigurante Tolomeo XII che colpisce i propri nemici con lo scettro (Tempio di Horus, Edfu)

### Esilio e riconquista del trono (58-55 a.C.)
Il sovrano chiese quindi altri prestiti a Rabirio Postumo e con questi soldi partì. Si fermò prima a Rodi, dove Marco Porcio Catone, il conquistatore di Cipro, lo esortò a non abbandonare il proprio regno, ma i consiglieri del re lo convinsero a continuare il suo viaggio; dopo una breve permanenza ad Atene, che aveva antichi legami con i Tolomei, arrivò quindi a Roma alla fine dell'autunno del 58 o verso febbraio del 57 a.C. Nel frattempo, ad Alessandria, il suo trono venne preso dalla sua unica figlia legittima, Berenice IV, con la co-reggenza della madre, Cleopatra V. Tolomeo riuscì a fare in modo che, nell'estate del 57 a.C., il Senato romano affidasse la sua restaurazione sul trono al console Publio Cornelio Lentulo Spintere, al quale era stata assegnata la provincia della Cilicia per l'anno successivo. Gli alessandrini, saputo che Tolomeo si era rifugiato in Italia, mandarono una delegazione di cento uomini a Roma guidati da Dione di Alessandria, per difendersi contro il sovrano; quest'ultimo, tuttavia, riuscì a far uccidere la maggior parte degli ambasciatori lungo la strada e ne corruppe altri, in modo che nessuno arrivò davanti ai magistrati romani. Tolomeo non fu però accusato e riuscì a far passare sotto silenzio gli omicidi, soprattutto grazie alla protezione che Pompeo gli aveva dato ospitandolo nella sua villa sui colli Albani.
L'anno seguente (56 a.C.), sotto il consolato di Lucio Marcio Filippo e Gneo Cornelio Lentulo Marcellino), prima che si iniziasse qualunque azione, si trovò scritto nei libri sibillini che se i Romani avessero aiutato un re egizio avrebbero corso grandi pericoli; il tribuno Gaio Porcio Catone proclamò questo in Senato e fu deciso di annullare qualunque intervento nella faccenda egizia. Tuttavia, quando i senatori discussero nuovamente la questione, alcuni chiesero che Spintere risolvesse la questione senza l'uso di armi, mentre altri che Pompeo andasse in Egitto accompagnando Tolomeo insieme a due littori; delle lettere scritte da Tolomeo a favore di quest'ultima ipotesi furono distribuite nel Foro e una venne letta in Senato dal tribuno Aulo Plauzio; tuttavia i Senatori, spaventati che Pompeo potesse acquisire ancora più potere, si opposero. Tolomeo, venuto a conoscenza della posizione neutrale del Senato, decise quindi di andare via da Roma e si rifugiò a Efeso, nel tempio di Artemide.

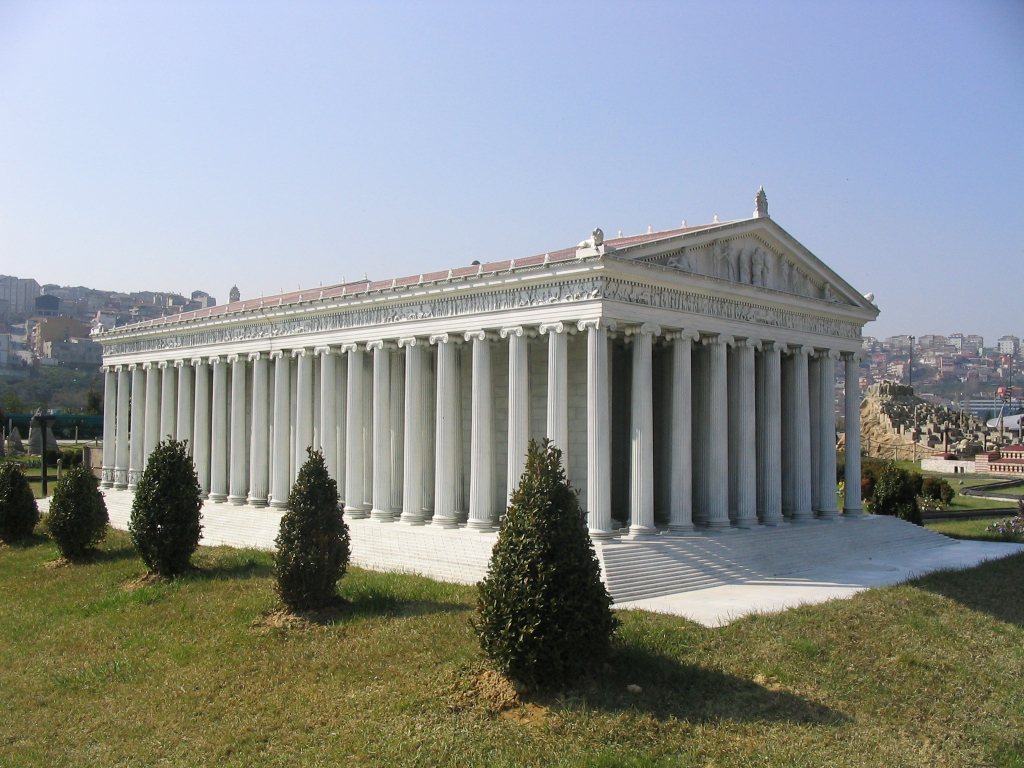
Ricostruzione del tempio di Artemide a Efeso, dove Tolomeo si rifugiò per un periodo del suo esilio (Miniatürk, Istanbul)

Nel frattempo, in Egitto, il regno congiunto di Cleopatra V e Berenice IV era finito a causa della morte della prima nel 57 a.C. Berenice, allora, sposò Seleuco VII Kybiosaktes, uno degli ultimi discendenti della deposta dinastia seleucide; tuttavia Berenice lo fece uccidere dopo pochi giorni e sposò quindi il nobile cappadocico Archelao, figlio dell'omonimo generale pontico Archelao, insieme al quale regnò.
La situazione si risolse solamente nel 55 a.C., anno del consolato di Pompeo e Marco Licinio Crasso; Tolomeo riuscì a ottenere che Pompeo mandasse delle lettere al proconsole di Siria, Aulo Gabinio, per esortarlo a restaurare Tolomeo sul suo legittimo trono marciando sull'Egitto, anche se la legalità di questa azione era molto incerta. I Romani sapevano infatti che per ripagare gli ingenti debiti che aveva contratto con loro, Tolomeo avrebbe dovuto riconquistare il suo regno per avere accesso alle finanze reali. Inoltre, lo stesso monarca in esilio promise a Gabinio diecimila talenti per restituirgli il suo regno.
Gabinio, quindi, si diresse verso Alessandria attraversando la Palestina, dove il sommo sacerdote Giovanni Ircano II e l'edomita Antipatro gli donarono soldati e denaro; nel frattempo il generale Marco Antonio, a capo della cavalleria, raggiunse la città egizia di Pelusio e prese la guarnigione sotto il proprio comando. Prima di arrivare allo scontro, però, Gabinio riuscì a catturare Archelao, il marito di Berenice IV, ma per paura che non avendo combattuto gli sarebbero stati dati meno soldi di quelli promessi, liberò il prigioniero. Archelao venne quindi sconfitto in una prima battaglia di fronte ad Alessandria dagli eserciti di Gabinio e Antonio e una seconda volta sul fiume Nilo, dove trovò la morte. Dall'aprile del 55 a.C. Tolomeo XII è nuovamente attestato come sovrano in Egitto.

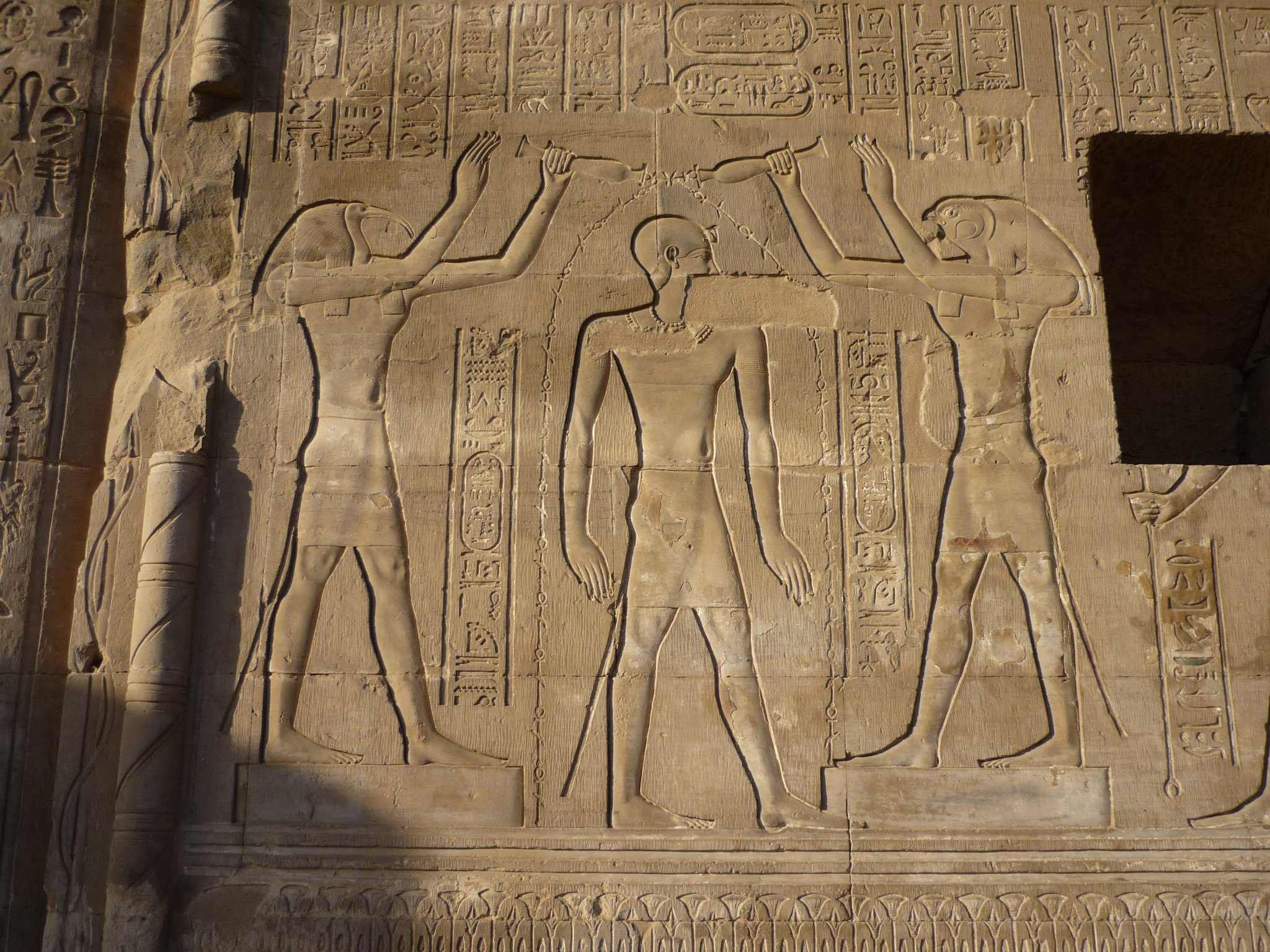
Rilievo raffigurante Tolomeo XII tra gli dei Thot e Horus (Tempio di Sobek, Kôm Ombo)

### Secondo regno (55-51 a.C.)
Subito dopo la sua restaurazione, Tolomeo fece subito giustiziare Berenice IV e tutti quelli che la appoggiarono, insieme a dei ricchi cittadini per poter avere accesso al loro denaro. Al ritorno di Tolomeo in Egitto la domanda di moneta egizia era infatti molto alta, soprattutto a causa dei forti debiti di Stato con i Romani: fu quindi necessaria una forte svalutazione e forse, data la persistente scarsa quantità del metallo prezioso nelle miniere tolemaiche, si iniziarono ad accumulare anche monete già in circolazione. A capo delle finanze del regno venne nominato il romano Gaio Rabirio Postumo, al quale venne dato il titolo di dieceta (διοικητής, dioiketés). L'unico compito che il funzionario portò avanti fu quello di raccogliere le somme di denaro necessarie per pagare i debiti del re nei confronti dei Romani, senza realmente preoccuparsi delle finanze statali; per questo, dopo essere stato in un primo momento messo sotto protezione speciale, alla fine del 54 a.C. fuggì tornando in Italia per paura della rabbia degli alessandrini. Quando arrivò a Roma Rabirio subì un processo de repetundis (del quale non conosciamo l'esito) e la stessa cosa accadde a Gabinio, che per quel crimine venne condannato all'esilio mentre per quello de maiestate venne assolto.
Quando Gabinio se ne andò dall'Egitto, lasciò ad Alessandria un contingente di soldati romani, i Gabiniani, il cui compito era di proteggere il re; questi soldati, che comprendevano anche uomini germanici e gallici, si adattarono alla vita egizia e si mescolarono alla popolazione locale, perdendo gradualmente i loro legami con la madrepatria. La vita culturale di Alessandria riprese quindi nuovamente a fiorire grazie a molti scienziati, tra cui Apollonio di Cizio, Eraclide di Eritre e Apollonio Mys; anche la filosofia conobbe una nuova spinta grazie all'eclettismo e alla rinascita di scuole alessandrine di stampo accademico, stoico e peripatetico.

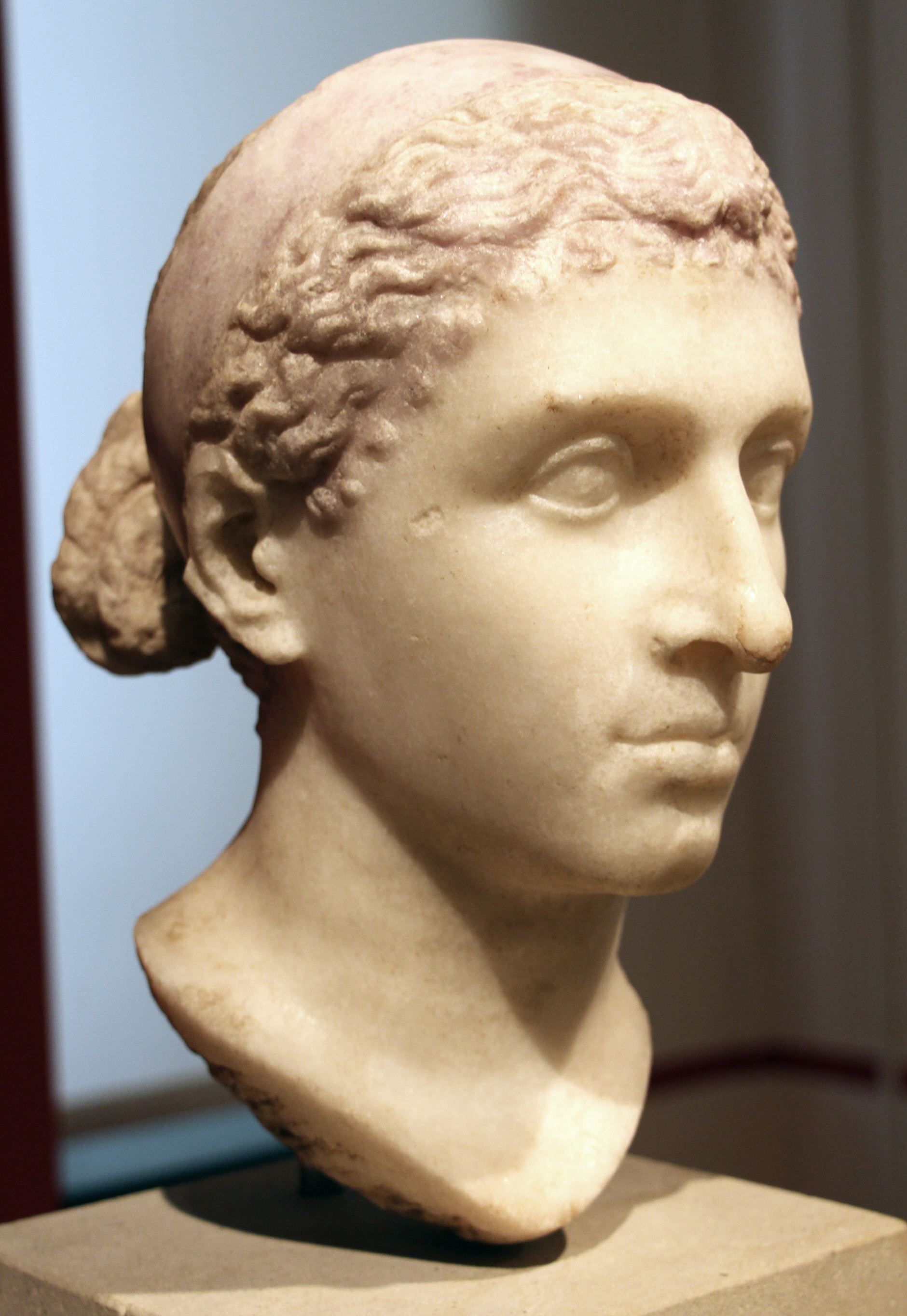
Busto di Cleopatra, figlia di Tolomeo XII e sua co-reggente dal 52 a.C. (Altes Museum, Berlino)

Con l'uccisione di Berenice IV, Tolomeo rimase con altri quattro figli, probabilmente illegittimi: Cleopatra, Tolomeo XIII, Tolomeo XIV e Arsinoe IV; il 31 maggio del 52 a.C., con una grande cerimonia, confermò a tutti e quattro il titolo di Θεοὶ Νέοι Φιλάδελφοι, Theoì Néoi Philádelphoi, esprimendo così la sua volontà di una pace tra i fratelli e una continuazione dinastica. Poco dopo nominò la figlia maggiore, Cleopatra, sua co-reggente, poiché a causa dell'età era l'unica che poteva prendere il controllo della monarchia, come attestato dalla cripta del tempio di Dendera. Tolomeo, però, espresse per testamento la volontà di essere succeduto da Cleopatra e Tolomeo XIII come co-reggenti; una copia del testamento rimase ad Alessandria, mentre un'altra andò a Roma, poiché il sovrano aveva espresso la volontà di nominare il popolo romano come garante della propria successione. A Roma il testamento venne preso in custodia da Pompeo, visto che i due erano legati da un hospitium (una relazione di ospitalità-amicizia). Nella primavera del 51 a.C. Tolomeo XII morì, lasciando l'Egitto in uno stato di autonomia ma di forte legame con la repubblica romana.

### Culto di Dioniso etryphésotto Tolomeo XII
(Ateneo, V, 206 c-d)

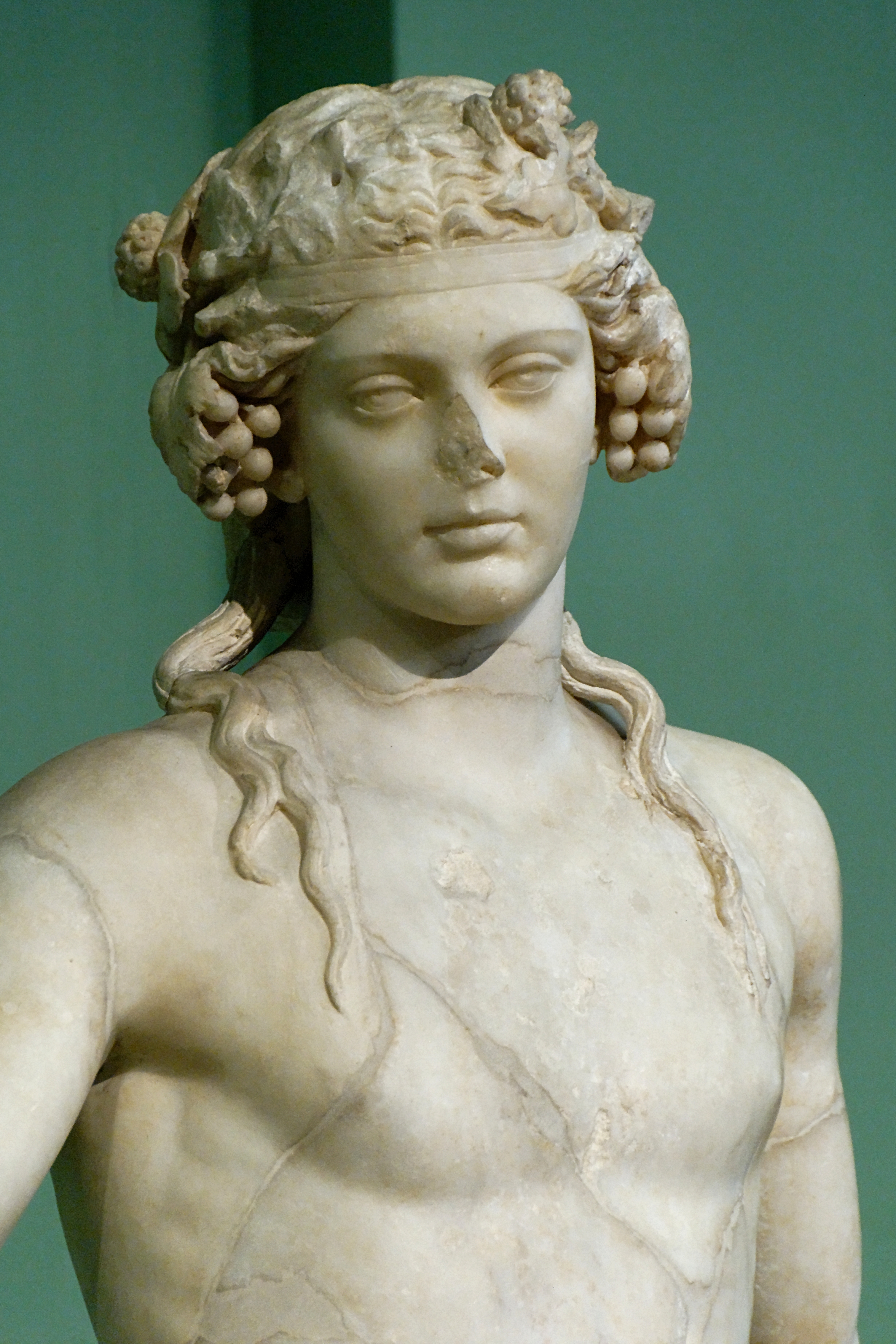
Busto di Dioniso su modello ellenistico (Musei Capitolini, Roma)

Come già prima di lui avevano fatto Tolomeo II Filadelfo e Tolomeo IV Filopatore, Tolomeo XII affermò la sua legittimazione divina al potere attraverso una presunta discendenza dal dio greco Dioniso. Nel 64 a.C. il sovrano decise di aggiungere al proprio nome l'epiteto Νέος Διόνυσος (Néos Diónysos, «il Nuovo Dioniso»): questa fu la massima enfatizzazione dello stretto rapporto con la divinità dei piaceri sfrenati. Rappresentando sé stesso come Dioniso, Tolomeo assimilava nella propria figura anche il dio egizio Osiride e cercava di ridurre la separazione tra carattere ellenistico ed egizio tradizionale, facendosi dedicare un culto divino già in vita con la nomina di Psenptah III a "profeta del faraone".
Un elemento che caratterizzò tutti i Tolomei dal quarto in poi, come ci dicono anche autori antichi quali Strabone, era la τρυφή (tryphé, «mollezza», «licenziosità»), ma Tolomeo XII, sempre secondo la visione dei suoi contemporanei, fu in assoluto il peggiore della dinastia.
(Strabone, XVII, 1.11)
Anche fonti non letterarie, come steli commemorative, riportano come il re avesse sempre al proprio seguito donne, ricchezze e cibi pregiati. Già l'epiteto "Aulete" era inteso in senso peggiorativo, soprattutto per il richiamo al mito di Marsia. Tuttavia la visione riportata nelle opere a noi giunte, soprattutto quelle di Strabone, era probabilmente influenzato dal pensiero di età augustea, posteriore alla morte di Tolomeo XII, che mirava a esaltare la moralità romana del mos maiorum, contrapposta alla forse presunta, propagandistica ed esagerata tryphé dei sovrani ellenistici.

## Titolatura
Secondo la titolatura reale egizia, Tolomeo XII ebbe diversi nomi:
- nome Horo: ḥwnw nfr bnr-mrwt ṯni sw nbty rḫyt ḥnꜥ kꜢ.f dwꜢ n.f ẖnmw šps r šsp n.f ḫꜥm nsw snsn.n sḥnw m ḥꜥꜥw mi nḏt it.f ṯḥn-msw(t) ḥr nst it.f mi ḥr kꜢ nḫt ity psḏ m tꜢ-mry mi ḥpw ꜥnḫ rdi n.f ḥbw-sd ꜥšꜢw wrw mi ptḥ tꜢ-ṯnn it nṯrw  (hunu nefer, bener-nerut, tjeni su nebty rekhyet hena ka.f, dua en.ef khnemu, shepes er shesep en.ef kha em nesu, sensen.en sehnu em haaw mi nedjet it.ef tjehen-mesu(t) her neset it.ef mi hor ka nakht, ity pesedj em ta-mery mi hapu ankh, redi en.ef hebu-sed ashau weru mi path ta-tjenen it netjeru), "il giovane perfetto dolce d'amore, che le Due Signore e il popolo comune hanno elevato insieme al suo ka, colui che ha pregato il prestigioso Khnum per assumere lui stesso la corona della regalità, con il quale i comandanti si sono associati volentieri come il Protettore di suo Padre, splendente di nascita sul trono di suo padre come Horus, il toro vittorioso, il sovrano che splende in Ta-mery (l'Egitto) come il toro vivente Api, al quale sono stati dati un gran numero di Heb-Sed come Ptah-Tatenen, il padre degli dei";
- nome Nebty (o delle Due Signore): wr-pḥty ḫnty š nḥḥ smn hpw mi ḏḥwty ꜥꜢ ꜥꜢ (wer pehty, khenty she neheh, semen hepu mi djehuty aa aa), "il grande di forza, per sempre il primo del mare, che ha istituito leggi come il doppiamente grande Thot";
- nome Horo d'Oro: ꜥꜢ-ib ity nb ḳnw nḫt mi sꜢ Ꜣst (aa-ib, ity, neb menu nakht mi sa aset), "il grande di mente, il sovrano, il possessore di coraggio e forza come il figlio di Iside";
- nome del Trono: iwꜥ n pꜢ nṯr nty nḥm stp n ptḥ ir mꜢꜥt rꜥ sḫm ꜥnḫ imn (iwa en pa netjer nety nehem, setep en ptah, ir maat ra, sekhem ankh imen), "erede del dio Salvatore, scelto da Ptah, che ha compiuto il Maat di Ra, immagine vivente di Amon";
- nome personale (nomen di nascita): ptwlmys (ptwlemys), "Tolomeo".[74]

## Monetazione
Nel primo periodo del suo regno Tolomeo adottò la monetazione tradizionale di tetradrammi alessandrini secondo il modello in uso prima di lui, quindi mantenendo la figura di Tolomeo IX; dopo il ritorno dall'esilio, nel 55 a.C., sostituì l'effigie del padre con un ritratto idealizzato e aggiunse sul rovescio un ramo di palma e la corona di Iside e l'anno successivo, invece, iniziò la produzione di dracme con il suo ritratto.
Tra il 54 e il 52 a.C. Tolomeo portò avanti una forte svalutazione, la più importante verificatasi nell'Egitto tolemaico: il contenuto d'argento nella maggior parte delle monete fu ridotto a una quantità tra il 40% e il 60%, con picchi minimi intorno al 30%. La grande variabilità tra le monete in circolazione nell'ultimo periodo del regno di Tolomeo XII portò alla presenza contemporanea di tetradrammi, identici per diametro e tipologia, molto diversi nel peso: accanto alle monete più in linea con la tradizione, comprese tra il 12 e i 14 grammi, ne esistono altre i cui valori sono tra i 4 e gli 8.

## Tolomeo XII nell'eredità storica culturale
Tolomeo XII è un personaggio del libro Cleopatra VII: Daughter of the Nile, Egypt, 57 B.C. (1999) di Kristiana Gregory, storia romanzata dell'infanzia di Cleopatra; nell'adattamento televisivo dell'opera, The Royal Diaries: Cleopatra - Daughter of the Nile (2000), è stato interpretato da Hrant Alianak. Nella serie televisiva siriano-egiziana del 2010 Cleopatra, l'attore egiziano Yusuf Shʿaban ha vestito i panni del sovrano.

## Ascendenza
|                  |           |              | Genitori    |  |  | Nonni |  |  | Bisnonni  |  |  | Trisnonni  |  |
|                  |           |              |             |  |  |       |  |  | Tolomeo V |  |  | Tolomeo IV |  |
|                  |           |              |             |  |  |       |  |  | Tolomeo V |  |  | Tolomeo IV |  |
|                  |           | Arsinoe III  |             |  |  |       |  |  | Tolomeo V |  |  |            |  |
| Tolomeo VIII     |           |              |             |  |  |       |  |  | Tolomeo V |  |  |            |  |
|                  |           | Cleopatra I  | Antioco III |  |  |       |  |  |           |  |  |            |  |
|                  |           | Cleopatra I  | Antioco III |  |  |       |  |  |           |  |  |            |  |
|                  |           | Cleopatra I  | Laodice III |  |  |       |  |  |           |  |  |            |  |
| Tolomeo IX       |           | Cleopatra I  |             |  |  |       |  |  |           |  |  |            |  |
|                  |           | Tolomeo VI   | Tolomeo V   |  |  |       |  |  |           |  |  |            |  |
|                  |           | Tolomeo VI   | Tolomeo V   |  |  |       |  |  |           |  |  |            |  |
|                  |           | Tolomeo VI   | Arsinoe III |  |  |       |  |  |           |  |  |            |  |
| Cleopatra III    |           | Tolomeo VI   |             |  |  |       |  |  |           |  |  |            |  |
|                  |           | Cleopatra II | Tolomeo V   |  |  |       |  |  |           |  |  |            |  |
|                  |           | Cleopatra II | Tolomeo V   |  |  |       |  |  |           |  |  |            |  |
|                  |           | Cleopatra II | Cleopatra I |  |  |       |  |  |           |  |  |            |  |
| Tolomeo XII      |           | Cleopatra II |             |  |  |       |  |  |           |  |  |            |  |
|                  | Tolomeo V | Tolomeo IV   |             |  |  |       |  |  |           |  |  |            |  |
|                  | Tolomeo V | Tolomeo IV   |             |  |  |       |  |  |           |  |  |            |  |
|                  | Tolomeo V | Arsinoe III  |             |  |  |       |  |  |           |  |  |            |  |
| Tolomeo VIII     | Tolomeo V |              |             |  |  |       |  |  |           |  |  |            |  |
|                  |           | Cleopatra I  | Antioco III |  |  |       |  |  |           |  |  |            |  |
|                  |           | Cleopatra I  | Antioco III |  |  |       |  |  |           |  |  |            |  |
|                  |           | Cleopatra I  | Laodice III |  |  |       |  |  |           |  |  |            |  |
| Cleopatra Selene |           | Cleopatra I  |             |  |  |       |  |  |           |  |  |            |  |
|                  |           | Tolomeo VI   | Tolomeo V   |  |  |       |  |  |           |  |  |            |  |
|                  |           | Tolomeo VI   | Tolomeo V   |  |  |       |  |  |           |  |  |            |  |
|                  |           | Tolomeo VI   | Arsinoe III |  |  |       |  |  |           |  |  |            |  |
| Cleopatra III    |           | Tolomeo VI   |             |  |  |       |  |  |           |  |  |            |  |
|                  |           | Cleopatra II | Tolomeo V   |  |  |       |  |  |           |  |  |            |  |
|                  |           | Cleopatra II | Tolomeo V   |  |  |       |  |  |           |  |  |            |  |
|                  |           | Cleopatra II | Cleopatra I |  |  |       |  |  |           |  |  |            |  |
|                  |           | Cleopatra II |             |  |  |       |  |  |           |  |  |            |  |

### Esplicative
1. ↑  Il soprannome "Aulete" (Aulētḕs, "il suonatore di flauto") gli fu dato per la passione che aveva di suonare questo strumento (Plutarco, Adulator ab amico, XII; Strabone, XVII, 1.11) e "Noto" (Nóthos, "il bastardo") per la sua condizione di figlio naturale (Giustino, Prologi, XXXIX; Tyldesley 2008, p. 13).
2. ↑  Per una discussione più completa sulla questione materna di Tolomeo XII, vedere la nota 5 in  Ptolemy XII, su instonebrewer.com.
3. ↑  Tolomeo XII e Cleopatra V ebbero sicuramente una figlia, Berenice IV, nata tra il 79 e il 75 a.C. La seconda figlia del re, Cleopatra VII, nacque invece tra il 70 e il 69 a.C. e sulla sua maternità gli storici non sono giunti a una conclusione definitiva: potrebbe essere figlia di Cleopatra V o di una donna egizia; Strabone afferma comunque che questa figlia fosse illegittima, così come i suoi tre fratelli più giovani: Arsinoe IV, Tolomeo XIII e Tolomeo XIV. È tuttavia incerto che il matrimonio del re con questa donna egizia sconosciuta sia in effetti avvenuto, a causa della scarsità delle fonti, ma, nel caso abbia avuto luogo, la donna era sicuramente di uno status inferiore rispetto a Cleopatra V. Per una discussione più approfondita sull'argomento, si veda la nota 33 in  Ptolemy XII, su instonebrewer.com.
4. ↑  Chi sia effettivamente l'autore del testamento non è completamente certo: potrebbe trattarsi di Tolomeo X Alessandro (Hölbl 2001, pp. 222-223) o del figlio di questi Tolomeo XI Alessandro (Siani-Davies 1997, p. 312), rispettivamente zio e cugino di Tolomeo XII. L'esistenza stessa di tale documento è messa in discussione da alcuni storici, i quali avanzano l'ipotesi secondo cui furono i Romani stessi a scriverlo; l'unica fonte antica che ne parla è Cicerone, che però ne fa una presentazione poco chiara (Siani-Davies 1997, p. 312, n. 17).
5. ↑  È fortemente controversa l'esistenza di una seconda figlia legittima, Cleopatra VI, che alcuni ritengono essere la co-reggente di Berenice piuttosto che Cleopatra V. Vedi:  C. Bennett, Cleopatra V Tryphæna and the Genealogy of the Later Ptolemies, in Ancient Society, vol. 28, n. 0, 1º gennaio 1997,  pp. 39-66, DOI:10.2143/AS.28.0.630068. e  Aidan Dodson e Dyan Hilton, The complete royal families of Ancient Egypt, Thames & Hudson, 2004, ISBN 978-0-500-05128-3.
6. ↑  La maternità dei figli di Tolomeo XII è molto incerta, poiché Strabone afferma che l'unica figlia legittima fosse Berenice IV; per gli altri quattro sono state avanzate diverse teorie, tutte essenzialmente speculative (per una discussione più completa sulla questione dei figli di Tolomeo XII, vedere la nota 33 in  Ptolemy XII, su instonebrewer.com.)
7. ↑  La discendenza da Dioniso viene fatta risalire ad Arsinoe di Macedonia, madre di Tolomeo I e parente di Alessandro Magno, come riportano già le fonti antiche (Teofilo di Antiochia, II, 7; McWilliams 2012, p. 88).

### Riferimenti
1. ↑  Vedi  C. Bennett, Cleopatra V Tryphæna and the Genealogy of the Later Ptolemies, in Ancient Society, vol. 28, n. 0, 1º gennaio 1997,  pp. 39-66, DOI:10.2143/AS.28.0.630068. e  Aidan Dodson e Dyan Hilton, The complete royal families of Ancient Egypt, Thames & Hudson, 2004, ISBN 978-0-500-05128-3.
2. 1 2  Burstein 2007, p. 89.
3. ↑  Burstein 2007, p. 14.
4. ↑  Gouëssan 2013, p. 93, n. 107; Tyldesley 2008, p. 11.
5. ↑  Bierbrier 2008, p. 187.
6. ↑  Huss 1990, pp. 191-203.
7. ↑  Otto, Bengtson 1978, p. 177.
8. ↑  Huss 2001, p. 672-673, n.3.
9. ↑  Hölbl 2001, p. 210.
10. ↑  Strabone, XIV, 6.6.
11. ↑  Bierbrier 2008, p. 50;  Cleopatra V, su instonebrewer.com.
12. ↑  Lampela 1998, p. 224; Whitehorne 2002, p. 224.
13. ↑  Green 1993, p. 553; Whitehorne 2002, p. 224.
14. ↑  Appiano, XII guerre mitridatiche, 111; Whitehorne 2002, p. 224.
15. ↑  Bierbrier 2008, pp. 51-186; Lightman 2008, p. 58.
16. ↑  Bierbrier 2008, pp. 51-187; Lightman 2008, p. 58; Whitehorne 2002, p. 208.
17. ↑  Bierbrier 2008, p. 187; Hölbl 2001, p. 222; Whitehorne 2002, p. 208.
18. ↑  Bierbrier 2008, p. 50; Hölbl 2001, p. 345.
19. ↑  Burstein 2007, p. 90; Hölbl 2001, p. 345.
20. ↑  Hölbl 2001, p. 223; Tyldesley 2008, p. 11.
21. ↑  Hazzard 2000, p. 146; Hölbl 2001, p. 223.
22. ↑  Grant 1972, p. 20; Roller 2010, p. 27.
23. ↑  Grant 1972, p. 20; Hölbl 2011, p. 139; Roller 2010, p. 27.
24. ↑  Cicerone, In Verrem, II, 4.61; Hoover 2007, p. 297; Lightman 2008, p. 81; Whitehorne 2002, p. 184.
25. ↑  Livio, Periochae, 70, 5; Sallustio, Historiae, II, 43; Hölbl 2001, p. 210; Siani-Davies 1997, pp. 310-311.
26. ↑  Cicerone, De lege agraria, I, 1; Hölbl 2001, p. 223; Siani-Davies 1997, p. 312.
27. ↑  Plutarco, Crasso, XIII, 2; Hölbl 2001, p. 223.
28. ↑  Cicerone, De lege agraria; Burstein 2007, p. 12; Hölbl 2001, p. 224.
29. ↑  Burstein 2007, pp. 12-13.
30. ↑  Svetonio, Giulio Cesare, LIV, 3; Fischer-Bovet 2014, p. 111.
31. ↑  Cesare, De Bello Civili, III, 107; Cicerone, Ad Atticum, II, 16.2; Cicerone, Pro Sestio, 57; Burstein 2007, p. 13; Hölbl 2001, p. 226; Westall 2009, pp. 85, 87.
32. ↑  Cassio Dione, XXXIX, 12.1-2; Strabone, XVII, 1.11; Burstein 2007, p. 13; Erskine 2009, p. 218; Fischer-Bovet 2014, p. 111; Roller 2010, pp. 21-22.
33. ↑  Cicerone, Pro Rabirio Postumo, 4; Roller 2010, p. 22.
34. ↑  Plutarco, Catone il giovane, XXXV; Hölbl 2001, p. 226; Roller 2010, p. 22.
35. ↑  Roller 2010, p. 22.
36. ↑  Westall 2009, p. 92, n. 53.
37. ↑  Cassio Dione, XXXIX, 12.3; 13.1; Strabone, XVII, 1.11; Bierbrier 2008, pp. 38, 50; Burstein 2007, p. 13.
38. ↑  Cassio Dione, XXXIX, 12.3; Hölbl 2001, p. 228; Santangelo 2013, p. 145.
39. ↑  Cassio Dione, XXXIX, 13; Strabone, XVII, 1.11; Burstein 2007, p. 13; Hölbl 2001, p. 228.
40. ↑  Cassio Dione, XXXIX, 14.3; Cicerone, Pro Caelio, 22, 55; Strabone, XVII, 1.11; Hölbl 2001, p. 227; Roller 2010, p. 23.
41. ↑  Cassio Dione, XXXIX, 15.1-4; Santangelo 2013, pp. 145-146.
42. ↑  Cicerone, ad Quintum Fratrem, II, 2.3; Plutarco, Pompeo, XL; Hölbl 2001, p. 228.
43. ↑  Cassio Dione, XXXIX, 16.1-2; Roller 2010, p. 23.
44. ↑  Cassio Dione, XXXIX, 16.3; Cicerone, ad Familiares, I, 1.1; Hölbl 2001, p. 228; Roller 2010, pp. 23-24.
45. ↑  Eusebio, 167; Bierbrier 2008, pp. 38, 50.
46. ↑  Cassio Dione, XXXIX, 57.1-2; Strabone, XVII, 1.11; Bierbrier 2008, p. 50; Hazzard 2000, p. 147.
47. ↑  Cassio Dione, XXXIX, 55.2-4; Hölbl 2001, pp. 228-229.
48. ↑  Hölbl 2001, p. 228.
49. ↑  Hölbl 2001, p. 229, Jones 2006, p. 96.
50. ↑  Cassio Dione, XXXIX, 56.6; Flavio Giuseppe, Ant. iud., XIV, 6.2; Flavio Giuseppe, Bell. iud., I, 8.6; Plutarco, Antonio, III, 4-7; Hölbl 2001, pp. 228-229.
51. ↑  Cassio Dione, XXXIX, 57.2-3.
52. ↑  Cassio Dione, XXXIX, 58; Plutarco, Antonio, III, 10; Strabone, XII, 3.34; Hölbl 2001, p. 229.
53. ↑  Cicerone, Ad Atticum, IV, 10.1; Hölbl 2001, p. 229.
54. ↑  Cassio Dione, XXXIX, 58.3; Eusebio, 167; Strabone, XVII, 1.11; Bierbrier 2008, p. 50; Hölbl 2001, pp. 229, 230.
55. ↑  Roller 2010, p. 106; Siani-Davies 1997, pp. 334-335.
56. ↑  Hölbl 2001, p. 229.
57. ↑  Cicerone, Pro Rabirio Postumo, 22, 25-26; Siani-Davies 1997, p. 334; Hölbl 2001, p. 229.
58. ↑  Cassio Dione, XXXIX, 55.4-5; Cicerone, Pro Rabirio Postumo; Hölbl 2001, p. 229.
59. ↑  Cesare, De Bello Civili, III, 4.4; 110.2; Hölbl 2001, pp. 229-230.
60. ↑  Hölbl 2001, p. 230; Roller 2010, pp. 43-44.
61. ↑  Hölbl 2001, p. 230; Roller 2010, pp. 44-45.
62. ↑  Burstein 2007, p. 14; Hölbl 2001, p. 230; Roller 2010, p. 27.
63. ↑  Hölbl 2001, p. 230; Roller 2010, p. 27.
64. ↑  Cassio Dione, XLII, 35.4; Cesare, De Bello Civili, III, 108.4-6; De Bello Alexandrino, XXXIII, 1; Hölbl 2001, p. 230; Roller 2010, p. 26.
65. ↑  Cesare, De Bello Civili, III, 103; Burstein 2007, p. 14; Hölbl 2001, p. 230.
66. ↑  Burstein 2007, p. 14; Hölbl 2001, p. 230.
67. ↑  Goyette 2010, p. 7; Hölbl 2001, pp. 274-275.
68. ↑  Luciano, Calumniae, 16; Gouëssan 2013, p. 93; Goyette 2010, p. 8.
69. ↑  Hölbl 2001, pp. 283, 289.
70. ↑  Strabone, XVII, 1.11; Gouëssan 2013, p. 93.
71. ↑  Gouëssan 2013, p. 94.
72. ↑  Gouëssan 2013, p. 93.
73. ↑  Gouëssan 2013, pp. 93-94.
74. ↑  Leprohon 2013, pp. 186-187.
75. ↑  CNG, 192270; SNG Copenhagen 394.
76. ↑  Metcalf 2012, p. 227.
77. ↑  Butcher 2020, p. 101; Metcalf 2012, p. 227.
78. ↑  Butcher 2020, pp. 101-103.
79. ↑  Gregory 1999, p. 201.
80. ↑  Meltzer 2018, pp. 4-5.
81. ↑  (EN) The Royal Diaries: Cleopatra - Daughter of the Nile (2000), su imdb.com. URL consultato l'8 dicembre 2020.
82. ↑  (EN) Casting Cleopatra: It’s All About Politics, su classicalstudies.org, 3 novembre 2020. URL consultato il 9 dicembre 2020.
83. ↑  (EN) Cleopatra (TV series 2010), su imdb.com. URL consultato l'8 dicembre 2020.
84. ↑   (EN) Episode 01 - Cleopatra series, 23 marzo 2014. URL consultato il 9 dicembre 2020.